# Carvalhal Benfeito
Pour les articles homonymes, voir Carvalhal et Benfeito.
Carvalhal Benfeito est une freguesia portugaise du district de Leiria située dans la sous-région de l’Ouest.
Avec une superficie de 14,08 km2 et une population de 1 339 habitants (2001), la paroisse possède une densité de 95,1 hab/km2.